# 2000. évi nyári olimpiai játékok
A 2000. évi nyári olimpiai játékokat, hivatalos nevén a XXVII. nyári olimpiai játékokat 2000. szeptember 15. és október 1. között rendezték meg az ausztráliai Sydneyben.
A helyszínt 1993. szeptember 23-án Monte-Carlóban választotta ki a Nemzetközi Olimpiai Bizottság öt pályázó közül. Ausztrália másodszor rendezhetett nyári olimpiai játékokat. Hivatalosan a 27., ténylegesen, azaz, ha nem számoljuk hozzá a világháborúk miatt elmaradt játékokat, a 24. újkori nyári olimpia volt.
A versenyeken kettőszáz nemzet tízezer-hatszázötvenegy sportolója vett részt.

## Érdekességek
- 47 ezer önkéntes segédkezett a játékok idején a sportolók, vendégek, újságírók és a szurkolók fogadásán, irányításán a zökkenőmentes lebonyolítás érdekében.
- Új versenyszámokkal bővült a program, tékvandó és triatlon mellett új női sportágakkal például súlyemelés, öttusa, vízilabda.
- Huszonnégy év után újra a magyar férfi vízilabdacsapat lett az olimpiai bajnok.
- Úszó számokban született a legtöbb éremhalmozó versenyző az ausztrál Ian Thorpe három arany és két ezüstérmet szerzett, a holland Inge de Bruijn három arany, egy ezüstöt és az amerikai Lenny Kravzelburg három számban lett az első. Az amerikai Jenny Thompson három váltószámban volt a nyertes csapat tagja, ö már 1992-ben és 1996-ban is nyert két illetve három bajnokságot.
- Alekszej Nyemov orosz tornász két arany, egy második és három harmadik helyet szerzett.
- Leontien Ziilard-van Moorsel holland női kerékpárversenyző országúti egyéniben, időfutamban és 3000 méteres üldözéses versenyben lett a legjobb.

## Részt vevő nemzetek
Vastagítással kiemelve azok a nemzetek, amelyek első alkalommal vettek részt nyári olimpián.

- Albánia (ALB) (4 – 2 férfi, 2 nő)
- Algéria (ALG) (47 – 37 férfi, 10 nő)
- Amerikai Szamoa (ASA) (4 – 3 férfi, 1 nő)
- Amerikai Virgin-szigetek (ISV) (9 – 6 férfi, 3 nő)
- Andorra (AND) (5 – 3 férfi, 2 nő)
- Angola (ANG) (30 – 15 férfi, 15 nő)
- Antigua és Barbuda (ANT) (3 – 2 férfi, 1 nő)
- Argentína (ARG) (143 – 98 férfi, 45 nő)
- Aruba (ARU) (5 – 3 férfi, 2 nő)
- Ausztrália (AUS) (617 – 341 férfi, 276 nő)
- Ausztria (AUT) (92 – 55 férfi, 37 nő)
- Azerbajdzsán (AZE) (31 – 25 férfi, 6 nő)
- Bahama-szigetek (BAH) (25 – 16 férfi, 9 nő)
- Bahrein (BRN) (4 – 2 férfi, 2 nő)
- Banglades (BAN) (5 – 2 férfi, 3 nő)
- Barbados (BAR) (18 – 12 férfi, 6 nő)
- Belgium (BEL) (68 – 36 férfi, 32 nő)
- Belize (BIZ) (2 – 1 férfi, 1 nő)
- Benin (BEN) (4 – 3 férfi, 1 nő)
- Bermuda (BER) (6 – 4 férfi, 2 nő)
- Bhután (BHU) (2 – 1 férfi, 1 nő)
- Bissau-Guinea (GBS) (3 – 2 férfi, 1 nő)
- Bolívia (BOL) (5 – 3 férfi, 2 nő)
- Bosznia-Hercegovina (BIH) (9 – 7 férfi, 2 nő)
- Botswana (BOT) (7 – 7 férfi)
- Brazília (BRA) (198 – 106 férfi, 92 nő)
- Brit Virgin-szigetek (IVB) (1 – 1 férfi)
- Brunei (BRU) (2 – 2 férfi)
- Bulgária (BUL) (91 – 52 férfi, 39 nő)
- Burkina Faso (BUR) (4 – 3 férfi, 1 nő)
- Burundi (BDI) (6 – 5 férfi, 1 nő)
- Chile (CHI) (50 – 43 férfi, 7 nő)
- Ciprus (CYP) (22 – 17 férfi, 5 nő)
- Comore-szigetek (COM) (2 – 1 férfi, 1 nő)
- Cook-szigetek (COK) (2 – 1 férfi, 1 nő)
- Costa Rica (CRC) (7 – 5 férfi, 2 nő)
- Csád (CHA) (2 – 1 férfi, 1 nő)
- Csehország (CZE) (119 – 86 férfi, 33 nő)
- Dánia (DEN) (97 – 53 férfi, 44 nő)
- Dél-afrikai Köztársaság (RSA) (127 – 89 férfi, 38 nő)
- Dél-Korea (KOR) (281 – 175 férfi, 106 nő)
- Dominikai Közösség (DMA) (4 – 2 férfi, 2 nő)
- Dominikai Köztársaság (DOM) (13 – 11 férfi, 2 nő)
- Dzsibuti (DJI) (2 – 1 férfi, 1 nő)
- Ecuador (ECU) (10 – 7 férfi, 3 nő)
- Egyéni olimpiai versenyzők (IOA) (4 – 3 férfi, 1 nő)
- Egyenlítői-Guinea (GEQ) (4 – 2 férfi, 2 nő)
- Egyesült Államok (USA) (586 – 333 férfi, 253 nő)
- Egyesült Arab Emírségek (UAE) (4 – 4 férfi)
- Egyiptom (EGY) (89 – 74 férfi, 15 nő)
- Elefántcsontpart (CIV) (14 – 7 férfi, 7 nő)
- Eritrea (ERI) (3 – 2 férfi, 1 nő)
- Észak-Korea (PRK) (31 – 14 férfi, 17 nő)
- Észtország (EST) (33 – 31 férfi, 2 nő)
- Etiópia (ETH) (26 – 15 férfi, 11 nő)
- Fehéroroszország (BLR) (139 – 72 férfi, 67 nő)
- Fidzsi-szigetek (FIJ) (7 – 4 férfi, 3 nő)
- Finnország (FIN) (70 – 40 férfi, 30 nő)
- Franciaország (FRA) (336 – 211 férfi, 125 nő)
- Fülöp-szigetek (PHI) (20 – 11 férfi, 9 nő)
- Gabon (GAB) (5 – 3 férfi, 2 nő)
- Gambia (GAM) (2 – 1 férfi, 1 nő)
- Ghána (GHA) (22 – 16 férfi, 6 nő)
- Görögország (GRE) (140 – 82 férfi, 58 nő)
- Grenada (GRN) (3 – 2 férfi, 1 nő)
- Grúzia (GEO) (36 – 27 férfi, 9 nő)
- Guam (GUM) (7 – 5 férfi, 2 nő)
- Guatemala (GUA) (15 – 14 férfi, 1 nő)
- Guinea (GUI) (6 – 3 férfi, 3 nő)
- Guyana (GUY) (4 – 3 férfi, 1 nő)
- Haiti (HAI) (5 – 3 férfi, 2 nő)
- Holland Antillák (AHO) (7 – 6 férfi, 1 nő)
- Hollandia (NED) (231 – 147 férfi, 84 nő)
- Honduras (HON) (20 – 18 férfi, 2 nő)
- Hongkong (HKG) (31 – 19 férfi, 12 nő)
- Horvátország (CRO) (88 – 63 férfi, 25 nő)
- India (IND) (65 – 44 férfi, 21 nő)
- Indonézia (INA) (47 – 27 férfi, 20 nő)
- Irak (IRQ) (4 – 2 férfi, 2 nő)
- Irán (IRI) (33 – 32 férfi, 1 nő)
- Írország (IRL) (64 – 40 férfi, 24 nő)
- Izland (ISL) (18 – 9 férfi, 9 nő)
- Izrael (ISR) (39 – 29 férfi, 10 nő)
- Jamaica (JAM) (48 – 22 férfi, 26 nő)
- Japán (JPN) (266 – 156 férfi, 110 nő)
- Jemen (YEM) (2 – 1 férfi, 1 nő)
- Jordánia (JOR) (8 – 4 férfi, 4 nő)
- Jugoszlávia (YUG) (109 – 92 férfi, 17 nő)
- Kajmán-szigetek (CAY) (3 – 1 férfi, 2 nő)
- Kambodzsa (CAM) (4 – 2 férfi, 2 nő)
- Kamerun (CMR) (34 – 25 férfi, 9 nő)
- Kanada (CAN) (294 – 150 férfi, 144 nő)
- Katar (QAT) (17 – 17 férfi)
- Kazahsztán (KAZ) (130 – 86 férfi, 44 nő)
- Kenya (KEN) (56 – 34 férfi, 22 nő)
- Kína (CHN) (271 – 91 férfi, 180 nő)
- Kirgizisztán (KGZ) (48 – 35 férfi, 13 nő)
- Kolumbia (COL) (44 – 25 férfi, 19 nő)
- Kongói Demokratikus Köztársaság (COD) (2 – 1 férfi, 1 nő)
- Kongói Köztársaság (CGO) (2 – 1 férfi, 1 nő)
- Közép-afrikai Köztársaság (CAF) (3 – 1 férfi, 2 nő)
- Kuba (CUB) (229 – 147 férfi, 82 nő)
- Kuvait (KUW) (29 – 29 férfi)
- Laosz (LAO) (3 – 2 férfi, 1 nő)
- Lengyelország (POL) (187 – 129 férfi, 58 nő)
- Lesotho (LES) (6 – 4 férfi, 2 nő)
- Lettország (LAT) (45 – 30 férfi, 15 nő)
- Libanon (LIB) (6 – 4 férfi, 2 nő)
- Libéria (LBR) (8 – 6 férfi, 2 nő)
- Líbia (LBA) (3 – 3 férfi)
- Liechtenstein (LIE) (2 – 1 férfi, 1 nő)
- Litvánia (LTU) (61 – 40 férfi, 21 nő)
- Luxemburg (LUX) (7 – 2 férfi, 5 nő)
- Macedónia (MKD) (10 – 6 férfi, 4 nő)
- Madagaszkár (MAD) (11 – 5 férfi, 6 nő)
- Magyarország (HUN) (178 – 109 férfi, 69 nő)
- Malajzia (MAS) (40 – 32 férfi, 8 nő)
- Malawi (MAW) (6 – 4 férfi, 2 nő)
- Maldív-szigetek (MDV) (4 – 2 férfi, 2 nő)
- Mali (MLI) (5 – 3 férfi, 2 nő)
- Málta (MLT) (7 – 4 férfi, 3 nő)
- Marokkó (MAR) (55 – 46 férfi, 9 nő)
- Mauritánia (MTN) (2 – 1 férfi, 1 nő)
- Mauritius (MRI) (20 – 16 férfi, 4 nő)
- Mexikó (MEX) (78 – 52 férfi, 26 nő)
- Mianmar (MYA) (18 – 9 férfi, 9 nő)
- Mikronézia (FSM) (5 – 3 férfi, 2 nő)
- Moldova (MDA) (34 – 29 férfi, 5 nő)
- Monaco (MON) (4 – 3 férfi, 1 nő)
- Mongólia (MGL) (20 – 12 férfi, 8 nő)
- Mozambik (MOZ) (4 – 2 férfi, 2 nő)
- Nagy-Britannia (GBR) (310 – 181 férfi, 129 nő)
- Namíbia (NAM) (11 – 9 férfi, 2 nő)
- Nauru (NRU) (2 – 1 férfi, 1 nő)
- Németország (GER) (422 – 241 férfi, 181 nő)
- Nepál (NEP) (5 – 2 férfi, 3 nő)
- Nicaragua (NCA) (6 – 4 férfi, 2 nő)
- Niger (NIG) (4 – 2 férfi, 2 nő)
- Nigéria (NGR) (83 – 44 férfi, 39 nő)
- Norvégia (NOR) (93 – 44 férfi, 49 nő)
- Olaszország (ITA) (361 – 246 férfi, 115 nő)
- Omán (OMA) (6 – 6 férfi)
- Oroszország (RUS) (435 – 241 férfi, 194 nő)
- Örményország (ARM) (25 – 23 férfi, 2 nő)
- Pakisztán (PAK) (27 – 26 férfi, 1 nő)
- Palau (PLW) (5 – 2 férfi, 3 nő)
- Palesztina (PLE) (2 – 1 férfi, 1 nő)
- Panama (PAN) (6 – 4 férfi, 2 nő)
- Pápua Új-Guinea (PNG) (5 – 2 férfi, 3 nő)
- Paraguay (PAR) (5 – 2 férfi, 3 nő)
- Peru (PER) (21 – 8 férfi, 13 nő)
- Portugália (POR) (61 – 48 férfi, 13 nő)
- Puerto Rico (PUR) (29 – 23 férfi, 6 nő)
- Románia (ROU) (145 – 71 férfi, 74 nő)
- Ruanda (RWA) (5 – 3 férfi, 2 nő)
- Saint Kitts és Nevis (SKN) (2 – 1 férfi, 1 nő)
- Saint Lucia (LCA) (5 – 3 férfi, 2 nő)
- Saint Vincent és a Grenadine-szigetek (VIN) (4 – 2 férfi, 2 nő)
- Salamon-szigetek (SOL) (2 – 1 férfi, 1 nő)
- Salvador (ESA) (8 – 6 férfi, 2 nő)
- San Marino (SMR) (4 – 3 férfi, 1 nő)
- São Tomé és Príncipe (STP) (2 – 1 férfi, 1 nő)
- Seychelle-szigetek (SEY) (9 – 6 férfi, 3 nő)
- Sierra Leone (SLE) (3 – 2 férfi, 1 nő)
- Spanyolország (ESP) (321 – 216 férfi, 105 nő)
- Srí Lanka (SRI) (18 – 9 férfi, 9 nő)
- Suriname (SUR) (4 – 2 férfi, 2 nő)
- Svájc (SUI) (102 – 64 férfi, 38 nő)
- Svédország (SWE) (150 – 98 férfi, 52 nő)
- Nyugat-Szamoa (SAM) (5 – 4 férfi, 1 nő)
- Szaúd-Arábia (KSA) (18 – 18 férfi)
- Szenegál (SEN) (26 – 7 férfi, 19 nő)
- Szingapúr (SIN) (14 – 8 férfi, 6 nő)
- Szíria (SYR) (8 – 6 férfi, 2 nő)
- Szlovákia (SVK) (108 – 81 férfi, 27 nő)
- Szlovénia (SLO) (74 – 55 férfi, 19 nő)
- Szomália (SOM) (2 – 1 férfi, 1 nő)
- Szudán (SUD) (3 – 2 férfi, 1 nő)
- Szváziföld (SWZ) (6 – 4 férfi, 2 nő)
- Tádzsikisztán (TJK) (4 – 2 férfi, 2 nő)
- Tajvan (TPE) (55 – 21 férfi, 34 nő)
- Tanzánia (TAN) (4 – 3 férfi, 1 nő)
- Thaiföld (THA) (52 – 34 férfi, 18 nő)
- Togo (TOG) (3 – 2 férfi, 1 nő)
- Tonga (TGA) (3 – 2 férfi, 1 nő)
- Törökország (TUR) (57 – 42 férfi, 15 nő)
- Trinidad és Tobago (TRI) (19 – 14 férfi, 5 nő)
- Tunézia (TUN) (47 – 40 férfi, 7 nő)
- Türkmenisztán (TKM) (8 – 4 férfi, 4 nő)
- Uganda (UGA) (13 – 9 férfi, 4 nő)
- Új-Zéland (NZL) (147 – 77 férfi, 70 nő)
- Ukrajna (UKR) (230 – 139 férfi, 91 nő)
- Uruguay (URU) (15 – 12 férfi, 3 nő)
- Üzbegisztán (UZB) (70 – 52 férfi, 18 nő)
- Vanuatu (VAN) (3 – 2 férfi, 1 nő)
- Venezuela (VEN) (50 – 36 férfi, 14 nő)
- Vietnám (VIE) (7 – 3 férfi, 4 nő)
- Zambia (ZAM) (8 – 6 férfi, 2 nő)
- Zimbabwe (ZIM) (16 – 11 férfi, 5 nő)
- Zöld-foki Köztársaság (CPV) (2 – 1 férfi, 1 nő)

## Olimpiai versenyszámok
Az olimpián huszonnyolc sportág összesen harminchat szakágában háromszáz versenyszámot rendeztek. A hivatalos programban a következő versenyszámok szerepeltek:
| Versenyszámok a 2000. évi nyári olimpiai játékokon |        |        |        |        |        |        |        |          |
| Sportág, szakág                                    | Egyéni | Egyéni | Egyéni | Csapat | Csapat | Csapat | Csapat |          |
| Sportág, szakág                                    | férfi  | női    | nyílt  | férfi  | női    | vegyes | nyílt  | összesen |
| asztalitenisz                                      | 1      | 1      | 0      | 1      | 1      | 0      | 0      | 4        |
| atlétika                                           | 22     | 20     | 0      | 2      | 2      | 0      | 0      | 46       |
| baseball                                           | 0      | 0      | 0      | 1      | 0      | 0      | 0      | 1        |
| birkózás                                           | 16     | 0      | 0      | 0      | 0      | 0      | 0      | 16       |
| cselgáncs                                          | 7      | 7      | 0      | 0      | 0      | 0      | 0      | 14       |
| evezés                                             | 1      | 1      | 0      | 7      | 5      | 0      | 0      | 14       |
| gumiasztal                                         | 1      | 0      | 0      | 1      | 0      | 0      | 0      | 2        |
| gyeplabda                                          | 0      | 0      | 0      | 1      | 1      | 0      | 0      | 2        |
| íjászat                                            | 1      | 1      | 0      | 1      | 1      | 0      | 0      | 4        |
| kajak-kenu                                         | 4      | 1      | 0      | 5      | 2      | 0      | 0      | 12       |
| kajak-kenu szlalom                                 | 2      | 1      | 0      | 1      | 0      | 0      | 0      | 4        |
| kerékpározás                                       | 7      | 6      | 0      | 3      | 0      | 0      | 0      | 16       |
| kézilabda                                          | 0      | 0      | 0      | 1      | 1      | 0      | 0      | 2        |
| kosárlabda                                         | 0      | 0      | 0      | 1      | 1      | 0      | 0      | 2        |
| labdarúgás                                         | 0      | 0      | 0      | 1      | 1      | 0      | 0      | 2        |
| lovaglás                                           | 0      | 0      | 3      | 0      | 0      | 0      | 3      | 6        |
| mountain bike                                      | 1      | 1      | 0      | 0      | 0      | 0      | 0      | 2        |
| műugrás                                            | 2      | 2      | 0      | 2      | 2      | 0      | 0      | 8        |
| ökölvívás                                          | 12     | 0      | 0      | 0      | 0      | 0      | 0      | 12       |
| öttusa                                             | 1      | 1      | 0      | 0      | 0      | 0      | 0      | 2        |
| ritmikus sportgimnasztika                          | 0      | 1      | 0      | 0      | 1      | 0      | 0      | 2        |
| röplabda                                           | 0      | 0      | 0      | 1      | 1      | 0      | 0      | 2        |
| softball                                           | 0      | 0      | 0      | 0      | 1      | 0      | 0      | 1        |
| sportlövészet                                      | 10     | 7      | 0      | 0      | 0      | 0      | 0      | 17       |
| strandröplabda                                     | 0      | 0      | 0      | 1      | 1      | 0      | 0      | 2        |
| súlyemelés                                         | 8      | 7      | 0      | 0      | 0      | 0      | 0      | 15       |
| szinkronúszás                                      | 0      | 0      | 0      | 0      | 2      | 0      | 0      | 2        |
| taekwondo                                          | 4      | 4      | 0      | 0      | 0      | 0      | 0      | 8        |
| tenisz                                             | 1      | 1      | 0      | 1      | 1      | 0      | 0      | 4        |
| tollaslabda                                        | 1      | 1      | 0      | 1      | 1      | 1      | 0      | 5        |
| triatlon                                           | 1      | 1      | 0      | 0      | 0      | 0      | 0      | 2        |
| torna                                              | 7      | 5      | 0      | 1      | 1      | 0      | 0      | 14       |
| úszás                                              | 13     | 13     | 0      | 3      | 3      | 0      | 0      | 32       |
| vitorlázás                                         | 2      | 2      | 1      | 1      | 1      | 0      | 4      | 11       |
| vívás                                              | 3      | 2      | 0      | 3      | 2      | 0      | 0      | 10       |
| vízilabda                                          | 0      | 0      | 0      | 1      | 1      | 0      | 0      | 2        |
|                                                    |        |        |        |        |        |        |        |          |
| Összesen                                           | 128    | 86     | 4      | 41     | 33     | 1      | 7      | 300      |

## Éremtáblázat
A háromszázegy arany-, kétszázkilencvenkilenc ezüst- és háromszázhuszonhét bronzérmen – összesen kilencszázhuszonhét érmen – nyolcvan ország osztozott.
2010-ben a NOB, az eredetileg bronzérmes kínai női torna csapatot diszkvalifikálta, mert kiderült, hogy a csapatban egy 2000-ben még csak 14 éves sportolót neveztek, míg az alsó korhatár 16 év volt akkor.
(A táblázatban a rendező ország eltérő háttérszínnel, az egyes oszlopok legmagasabb értékei vastagítással kiemelve.)
| A 2000. évi nyári olimpiai játékok éremtáblázatának első tíz helyezettje | A 2000. évi nyári olimpiai játékok éremtáblázatának első tíz helyezettje | A 2000. évi nyári olimpiai játékok éremtáblázatának első tíz helyezettje | A 2000. évi nyári olimpiai játékok éremtáblázatának első tíz helyezettje | A 2000. évi nyári olimpiai játékok éremtáblázatának első tíz helyezettje | Olimpia  |
| ------------------------------------------------------------------------ | ------------------------------------------------------------------------ | ------------------------------------------------------------------------ | ------------------------------------------------------------------------ | ------------------------------------------------------------------------ | -------- |
|                                                                          | Ország                                                                   | Arany                                                                    | Ezüst                                                                    | Bronz                                                                    | Összesen |
| 1.                                                                       | Egyesült Államok (USA)                                                   | 37                                                                       | 24                                                                       | 32                                                                       | 93       |
| 2.                                                                       | Oroszország (RUS)                                                        | 32                                                                       | 28                                                                       | 29                                                                       | 89       |
| 3.                                                                       | Kína (CHN)                                                               | 28                                                                       | 16                                                                       | 14                                                                       | 58       |
| 4.                                                                       | Ausztrália (AUS)                                                         | 16                                                                       | 25                                                                       | 17                                                                       | 58       |
| 5.                                                                       | Németország (GER)                                                        | 13                                                                       | 17                                                                       | 26                                                                       | 56       |
| 6.                                                                       | Franciaország (FRA)                                                      | 13                                                                       | 14                                                                       | 11                                                                       | 38       |
| 7.                                                                       | Olaszország (ITA)                                                        | 13                                                                       | 8                                                                        | 13                                                                       | 34       |
| 8.                                                                       | Hollandia (NED)                                                          | 12                                                                       | 9                                                                        | 4                                                                        | 25       |
| 9.                                                                       | Kuba (CUB)                                                               | 11                                                                       | 11                                                                       | 7                                                                        | 29       |
| 10.                                                                      | Nagy-Britannia (GBR)                                                     | 11                                                                       | 10                                                                       | 7                                                                        | 28       |
|                                                                          |                                                                          |                                                                          |                                                                          |                                                                          |          |
| 13.                                                                      | Magyarország (HUN)                                                       | 8                                                                        | 6                                                                        | 3                                                                        | 17       |
|                                                                          |                                                                          |                                                                          |                                                                          |                                                                          |          |
| Összesen                                                                 | Összesen                                                                 | 300                                                                      | 300                                                                      | 327                                                                      | 927      |

## Magyar részvétel
A játékokon Magyarországot huszonhárom sportágban összesen százhetvennyolc sportoló képviselte. A megnyitóünnepségen a magyar zászlót Kőbán Rita olimpiai bajnok kajakozó vitte. A versenyeken a magyar sportolók összesen tizenhét érmet – nyolc arany-, hat ezüst- és három bronzérmet – nyertek. A nem hivatalos éremtáblázaton Magyarország a tizenharmadik helyen végzett.
A magyar sportolók tizenöt sportágban összesen százharmincöt olimpiai pontot szereztek. Ez tizenöt ponttal kevesebb, mint az előző, 1996. évi nyári olimpiai játékokon elért eredmény.
A magyar csapat szerepléséről részletesen lásd a Magyarország a 2000. évi nyári olimpiai játékokon szócikket.